# Frontière entre les États-Unis et le Royaume-Uni

Carte des îles Vierges

La frontière entre les États-Unis et le Royaume-Uni est entièrement maritime et se situe en mer des Caraïbes. Elle est composée de deux segments. La première sépare les territoires d'Anguilla et des Îles Vierges des États-Unis, plus exactement l'île de Sainte-Croix sur la base de l'équidistance;
En novembre 1993, est signé le Traité sur la délimitation dans les Caraïbes d'une frontière maritime entre les Îles Vierges américaines et Anguille. Le traité instaure une ligne de démarcation selon sur deux points pour une distance de deux kilomètres et cinq cents mètres.
- Point (a) : (17° 57' 51" N 63° 53' 53" W) sépare les territoires des îles Vierges britanniques et des Îles Vierges des États-Unis entre les îles de Tortola et Saint John, frontière étendue à Porto-Rico.
- Point (b) (17° 56' 37" N 63° 53' 20" W) est un tri-point avec les Pays-Bas au niveau des îles Saint-Eustache et Saba.

Le traité de 1993 définit le tracé selon une cinquantaine de points, parmi lesquels :
- Point 1 : 21° 48' 33"N , 65° 50' 31"O.
- Point 2 : 21° 41' 20"N , 65° 49' 13"O.
- Point 3 : 20° 58' 05"N , 65° 40' 30"O.
- Point 4 : 20° 46' 56"N , 65° 38' 14"O.
- Point 5 : 19° 57' 29"N , 65° 27' 21"O.
- Point 6 : 19° 37' 29"N , 65° 20' 57"O.
- Point 7 : 19° 12' 25"N , 65° 06' 08"O.
- Point 8 : 18° 45' 14"N , 65° 00' 22"O.
- Point 9 : 18° 41' 14"N , 64° 59' 33"O.
- Point 10  :18° 29' 22"N , 64° 53' 50"O.
- Point 11 : 18° 27' 36"N , 64° 53' 22"O.
- Point 12 : 18° 25' 22"N , 64° 52' 39"O.
- Point 13 : 18° 24' 31"N , 64° 52' 19"O.
- Point 14 : 18° 23' 51"N , 64° 51' 50"O.
- Point 15 : 18° 23' 43"N , 64° 51' 23"O.
- Point 16 : 18° 23' 37"N , 64° 50' 18"O.
- Point 17 : 18° 23' 48"N , 64° 49' 42"O.
- Point 18 : 18° 24' 11"N , 64° 49' 01"O.
- Point 19 : 18° 24' 29"N , 64° 47' 57"O.
- Point 20 : 18° 24' 18"N , 64° 47' 00"O.
- Point 21 : 18° 23' 14"N , 64° 46' 37"O.
- Point 22 : 18° 22' 38"N , 64° 45' 21"O.
- Point 23 : 18° 22' 40"N , 64° 44' 42"O.
- Point 24 : 18° 22' 42"N , 64° 44' 36"O.
- Point 25 : 18° 22' 37"N , 64° 44' 24"O.
- Point 26 : 18° 22' 40"N , 64° 43' 42"O.
- Point 27 : 18° 22' 30"N , 64° 43' 36"O.
- Point 28 : 18° 22' 25"N , 64° 42' 58"O.
- Point 29 : 18° 22' 27"N , 64° 42' 28"O.
- Point 30 : 18° 22' 16"N , 64° 42' 03"O.
- Point 31 : 18° 22' 23"N , 64° 40' 59"O.
- Point 32 : 18° 21' 58"N , 64° 40' 15"O.
- Point 33 : 18° 21' 51"N , 64° 38' 22"O.
- Point 34 : 18° 21' 22"N , 64° 38' 16"O.
- Point 35 : 18° 20' 39"N , 64° 38' 32"O.
- Point 36 : 18° 19' 16"N , 64° 38' 13"O.
- Point 37 : 18° 19' 07"N , 64° 38' 16"O.
- Point 38 : 18° 17' 24"N , 64° 39' 37"O.
- Point 39 : 18° 16' 43"N , 64° 39' 41"O.
- Point 40 : 18° 11' 34"N , 64° 38' 58"O.
- Point 41 : 18° 03' 03"N , 64° 38' 03"O.
- Point 42 : 18° 02' 57"N , 64° 29' 35"O.
- Point 43 : 18° 02' 52"N , 64° 27' 03"O.
- Point 44 : 18° 02' 30"N , 64° 21' 08"O.
- Point 45 : 18° 02' 31"N , 64° 20' 08"O.
- Point 46 : 18° 02' 01"N , 64° 15' 39"O.
- Point 47 : 18° 00' 12"N , 64° 02' 29"O.
- Point 48 : 17° 59' 58"N , 64° 01' 02"O.
- Point 49 : 17° 58' 47"N , 63° 57' 00"O.
- Point 50 : 17° 57' 51"N , 63° 53' 53"O.